# Petr Pláteník
Petr Pláteník (ur. 16 marca 1981 w Světlej nad Sázavou) – czeski siatkarz, reprezentant kraju, grający na pozycji przyjmującego.

## Sukcesy klubowe
Mistrzostwo Czech:
- 2002, 2013
- 2001

Superpuchar Belgii:
- 2002, 2003

Puchar Belgii:
- 2003, 2004

Mistrzostwo Belgii:
- 2003, 2004

Mistrzostwo Grecji:
- 2005

Puchar Włoch:
- 2006

Puchar CEV:
- 2009

Puchar Turcji:
- 2010

Mistrzostwo Turcji:
- 2010
- 2012

## Sukcesy reprezentacyjne
Liga Europejska:
- 2004

## Nagrody indywidualne
- 2004: MVP Ligi Europejskiej